# Dysnomia nodicella
Dysnomia nodicella är en musselart. Dysnomia nodicella ingår i släktet Dysnomia och familjen målarmusslor. Inga underarter finns listade i Catalogue of Life.